# Marquesa de Santos
Marquesa de Santos est une mini-série brésilienne produite par Rede Manchete et diffusée d'août à octobre 1984 à 21h15. Écrite par Wilson Aguiar Filho avec la collaboration de Carlos Heitor Cony, elle est dirigée par Ary Coslov.

## Distribution
- Maitê Proença : Domitila de Castro (marquise de Santos)
- Gracindo Júnior : Pierre Ier du Brésil
- Edwin Luisi : Francisco Gomes da Silva (Chalaça)
- Maria Padilha : Marie-Léopoldine d'Autriche
- Leonardo Villar : José Bonifácio de Andrada e Silva
- Beth Goulart : Benedita
- Sérgio Britto : Colonel João de Castro Canto e Mello (Vicomte de Castro)
- Thaís Portinho : Bárbara Heliodora
- Reinaldo Gonzaga : l'ambassadeur d'Autriche
- Sônia Clara : Comtesse Ana Steinhaussem
- Roberto Pirillo : Augusto Steinhaussem
- Dênis Derkian : Jean-Pierre Saisset
- Tessy Callado : Clémence Saisset
- Jacqueline Laurence : Baronne de Goytacazes
- Serafim Gonzalez : Felisberto Caldeira Brant Pontes de Oliveira Horta, marquis de Barbacena
- Luís de Lima : Francisco Vilela Barbosa, vicomte de Paranaguá